# Daïra de Saoura
La daïra de Saoura est une ancienne daïra algérienne qui se situait au sud-ouest de l'Algérie, dans la wilaya de Béchar. Elle exista entre 1957 et 1991.

## Historique
Après le remplacement des territoires du Sud par les départements français du Sahara en 1957, elle est devenue un arrondissement dans le département de la Saoura dont la préfecture se situait à Colomb-Béchar.
À cette époque, Igli, El Ouata, Kerzaz et Ouled Khoudir étaient des localités ou communes rattachées à la daïra de Saoura dont la sous-préfecture se situait à Béni-Abbés.
En 1991, le décret administratif no 91-306 du 24 août 1991 désigne :
- El Ouata : daïra avec une seule commune El Ouata (N 10).
- Kerzaz : daïra avec deux communes Kerzaz et Beni Ikhlef (N 8).
- Igli : daïra à part entière (N 9).
- Ouled Khoudir : daïra avec deux communes Ouled Khoudir et Ksabi (N 11).

Après ce dernier découpage administratif de 1991, Béni-Abbés est le chef-lieu de la daïra du même nom avec deux communes : Béni-Abbés et Tamtert (N 3).